# Żona fil-Baħar bejn Il-Ponta ta´ San Dimitri (Għawdex) u Il-Qaliet
Żona fil-Baħar bejn Il-Ponta ta´ San Dimitri (Għawdex) u Il-Qaliet este o arie protejată (sit de importanță comunitară — SCI) din Malta întinsă pe o suprafață de 15.880,04 ha, integral pe uscat.

## Localizare
Centrul sitului Żona fil-Baħar bejn Il-Ponta ta´ San Dimitri (Għawdex) u Il-Qaliet este situat la coordonatele 36°00′11″N 14°24′16″E / 36.0031°N 14.4045°E.

## Înființare
Situl Żona fil-Baħar bejn Il-Ponta ta´ San Dimitri (Għawdex) u Il-Qaliet a fost declarat sit de importanță comunitară în august 2010 pentru a proteja 1 specie de animale.

## Biodiversitate
Situată în ecoregiunea marină mediteraneană, aria protejată conține 4 habitate naturale: Bancuri de nisip acoperite în permanență slab de apă marină, Straturi cu Posidonia (Posidonion oceanicae), Recifuri, Peșteri marine scufundate complet sau parțial.
La baza desemnării sitului se află o specie protejată de  reptile: Caretta caretta.